# Miguel de las Cuevas
Miguel Ángel de las Cuevas Barberá, kurz Miguel (* 19. Juni 1986 in Alicante) ist ein spanischer Fußballspieler.

## Spielerkarriere

### Valencia CF / Hércules CF
Miguel de las Cuevas stammt aus der Jugend des FC Valencia und schaffte zunächst 2002 den Sprung in die zweite Mannschaft von Hércules CF aus seiner Heimatstadt. Bei den Alicantinern wurde er in der Saison 2004/05 auf Anhieb zum Stammspieler im Mittelfeld des Segunda-División-Clubs. Schnell interessierten sich auch andere Clubs für seine Dienste.

### Atlético Madrid
Im Sommer 2006 erfolgte somit der Wechsel zu Atlético Madrid. Nach einer starken Vorbereitung konnte er Atlético-Trainer Javier Aguirre überzeugen, verletzte sich jedoch sehr schwer in einem Vorbereitungsspiel, so dass er die gesamte Saison pausieren musste. Im August 2007 zeigte der portugiesische Champions-League-Teilnehmer Benfica Lissabon Interesse an Miguel, doch eine Verpflichtung zerschlug sich.
486 Tage nachdem er seinen Vertrag bei Atlético erhalten hatte, debütierte er am 12. Dezember 2007 in einem Copa del Rey - Spiel gg. FC Granada 74. Am 1. Februar 2008 spielte er eine Halbzeit lang beim 1:1 gegen Real Murcia. Es war sein erstes Spiel in der Primera División überhaupt.